# Robert Seymour (1748-1831)
Pour les articles homonymes, voir Seymour et Seymour (patronyme).
Robert Seymour (20 janvier 1748 – 23 novembre 1831) est un homme politique britannique qui siège à la Chambre des communes irlandaise de 1771 à 1776, et à la Chambre des Communes britannique de 1771 à 1807. Il est connu comme l'hon. Robert Seymour-Conway jusqu'en 1793, lorsque son père est créé marquis; il devient ensuite Lord Robert Seymour-Conway, mais abandonne le nom de famille de Conway après la mort de son père en 1794.

## Biographie

### Carrière militaire
Il est le troisième fils de Francis Seymour-Conway. Il étudie au Collège d'Eton, et est enseigne dans le 40e Régiment d'infanterie en 1766, et devient lieutenant dans le 2e Régiment Irlandais de cavalerie de la même année. En 1770, il devient capitaine dans le 8e Dragons. En 1773, il est devenu Major dans la 6th Dragoon Guards. Il passe au Grenadier Guards en tant que capitaine-lieutenant le 7 novembre 1775, et devient capitaine d'une compagnie dans le régiment le 30 janvier 1776. Il sert comme aide de camp de Henry Clinton en Amérique de 1780 à 1781, mais démissionne en 1782. Le 2 décembre 1803, il est nommé lieutenant-colonel commandant du 2e Bataillon de milice du Carmarthenshire. Il démissionne de ce commandement, le 6 janvier 1808.

### Carrière politique
Il est élu pour deux sièges parlementaires en 1771: Lisburn, dans le Parlement d'Irlande, et Orford dans la Chambre des Communes britannique. Il renonce à son siège à Lisburn en 1776, mais continue à siéger pour Orford
Au Parlement, Seymour-Conway suit le reste de sa famille dans le soutien au Ministère North et de la coalition Fox-North, et l'opposition du ministère de Shelburne. En 1784, il laisse le siège d'Orford à son jeune frère George Seymour, ayant obtenu un siège à Wootton Bassett de Henry St John (général), qui le tenait. En 1787, il achète le domaine de Taliaris à Llandeilo, Carmarthenshire, qui devient son siège principal.
Il laisse son siège aux Communes en 1790, année où lui et son frère Henry reçoivent la sinécure de protonotaire, greffier de la couronne, et gardien de la déclaration, du King's Bench, en Irlande. En 1816, ces poste produisent un revenu de plus de 10 000 livres sterling par an.
Il revient au Parlement pour Orford, en 1794, et continue à tenir le siège jusqu'en 1807. Il a un certain intérêt pour l'agriculture, en 1796, il invente une nouvelle charrette à cheval.
Au cours des Élections générales britanniques de 1807, Seymour est réélu à la fois à Orford et dans le Carmarthenshire, choisissant de siéger pour ce dernier, qu'il représente jusqu'en 1820. Le 1er juillet 1807, Seymour, qui possède une maison à Portland Place, prête serment comme juge de Paix pour le Middlesex. Il joue un rôle actif dans les affaires publiques à Londres, et est pendant un certain temps directeur des Pauvres de sa paroisse de Marylebone. S'occupant des soins et du traitement des aliénés, il est nommé, en 1827, à la commission de supervision de l'administration de l'asile de Hanwell et commissaire métropolitain pour les aliénés en 1828. En 1829, Seymour finance la construction du transept nord et d'un presbytère de la chapelle Taliaris.

### Famille
Par son premier mariage, le 15 juin 1773, à Anne Delmé, fille de Peter Delmé, membre du Parlement pour Southampton, Seymour-Conway a cinq enfants:
- Elizabeth Seymour (1775 – 23 février 1848), mariée en premières noces à William Griffith Davies (1762–1814), le 10 décembre 1805, mariée en secondes noces à Herbert Evans (d. 1843), le 2 mai 1817
- Henry Seymour (c.1776 – 13 février 1843), marié à Emily Byng (d. 1824), fille de George Byng (4e vicomte Torrington), le 1er juillet 1800
- Frances Isabella Seymour (d. 3 juin 1838), épouse de George FitzRoy, 2e baron Southampton
- Anna Maria Seymour (22 septembre 1781 – ?)
- Gertrude Hussey Charpentier Seymour (28 juillet 1784 – 3 janvier 1825), épouse de John Hensleigh Allen le 12 novembre 1812

Après la mort de sa femme, Anne, Seymour fait un second mariage, le 2 mai 1806, avec Anderlechtia Clarissa Chetwynd (d. 1855), fille de William Chetwynd, 4e vicomte de Chetwynd, mais ils n'ont pas d'enfants.